# Estado de Hatay
El Estado de Hatay —también conocido como República de Hatay— fue un Estado soberano que existió en Oriente Próximo, específicamente en el territorio del sanjacado de Alejandreta del mandato francés de Siria, desde el 7 de septiembre de 1938 por la asamblea del sanjacado. Las autoridades coloniales proclamaron el Estado de Hatay como república, debido a los altercados entre diferentes grupos étnicos. La república duró un año, bajo supervisión militar franco-turca. El nombre "Hatay" fue una propuesta de Atatürk y el gobierno estaba bajo control turco. Su presidente era Tayfur Sökmen.
En 1939 un referéndum confirmó el apoyo de la mayoría de la población a la integración en Turquía, lo cual fue aprobado por el parlamento local el 29 de junio, y la reincorporación ocurrió el 23 de julio, convirtiéndose la región en la provincia de Hatay.